# Egon Günther
Egon Günther (Schneeberg, Saxònia, República de Weimar, 30 de març de 1927 – Potsdam, 31 d'agost de 2017) fou un director de cinema i guionista alemany.
La seva pel·lícula Lotte in Weimar fou nominada a la Palma d'Or del Festival Internacional de Cinema de Canes de 1975. Així mateix, la seva pel·lícula Morenga fou nominada a l'Os d'Or del Festival Internacional de Cinema de Berlín de 1985. Fou militant del Partit Socialista Unificat d'Alemanya.

## Filmografia seleccionada
- Das Kleid (1961)
- Der Dritte (1971)
- Lotte in Weimar (1974)
- Die Leiden des jungen Werthers (1976)
- Morenga (1985)
- Rosamunde (1990)
- Die Braut (1999)